# كارل فريدريك غريفين دوز
كارل فريدريك غريفين دوز (بالنرويجية البوكمول: Karl Friederich Griffin Dawes)‏ هو سياسي نرويجي، ولد في 5 يناير 1861 في فريدريكستاد في النرويج، وتوفي في 8 أبريل 1941 في هورتن في النرويج. حزبياً، نشط في الحزب الليبرالي. وقد انتخب وزير الدفاع ‏ (23 أكتوبر 1907 – 19 مارس 1908).